# عملية نذير الانفجار
عملية نذير الانفجار هي عملية عسكرية هجومية، حدثت صباح 17 نيسان 2008، قامت بها كتائب القسام الجناح العسكري لحركة المقاومة الإسلامية (حماس) ضد موقع كرم أبو سالم العسكري الإسرائيلي جنوب قطاع غزة، وهو نفس الموقع الذي أسر «القسام» من قلبه الجندي الإسرائيلي جلعاد شاليط في عملية الوهم المتبدد، نفذها 4 مقاتلين من كتائب القسام قتل منهم ثلاث، وانسحب الرابع. وخلّفت عدداً من القتلى والجرحى، بينما اعترف الجيش الإسرائيلي بإصابة ثلاثة عشر من جنوده أحدهم في حالة موت سريري.

## نتائج وردود فعل
علق رئيس القيادة الجنوبية في الجيش الإسرائيلي الجنرال يوآف جلانت على العملية:
- «أن جيشه يتعرض لموجة عمليات لم يشهدها الجيش منذ الانسحاب من القطاع عام 2005م».
- كما قال: «المخربون حاولوا أسر جنود وتنفيذ عمليات قتل جماعي».